# 812年
| 千纪： | 1千纪                                                                                           |
| 世纪： | 8世纪 \| 9世纪 \| 10世纪                                                                        |
| 年代： | 780年代 \| 790年代 \| 800年代 \| 810年代 \| 820年代 \| 830年代 \| 840年代                       |
| 年份： | 807年 \| 808年 \| 809年 \| 810年 \| 811年 \| 812年 \| 813年 \| 814年 \| 815年 \| 816年 \| 817年 |
| 纪年： | 壬辰年（龙年）；唐元和七年；南诏龙兴三年；日本弘仁三年；渤海国永德三年                          |

## 大事记
- 中国
  - 李恒被立为太子。
  - 田承嗣之孫魏博節度使 田季安死，田季安子田懷諫繼位，年方十一歲，大權落於其家僕蔣士則之手，不得人心。士卒譁變，擁戴時任魏博兵馬使的田興。田興於是殺蔣士則，送田懷諫於朝廷安置，中央任命為節度使，遂歸順中央，賜名田弘正。

## 出生
- 唐朝著名诗人 温庭筠

## 逝世
- 杜佑，唐朝丞相，著《通典》（735年出生，77岁）
- 田季安，唐朝魏博節度使，曾參與安史之亂之田承嗣之孫。
- 釋悟空，唐朝僧人，本名車奉朝，北魏拓跋氏後裔。